# Flarichsmühle
Die Flarichsmühle ist eine ehemalige Wassermühle an der Helme und gehört verwaltungsmäßig zum Ortsteil Kleinwechsungen in der Gemeinde Werther im Landkreis Nordhausen in Thüringen.

## Geographie

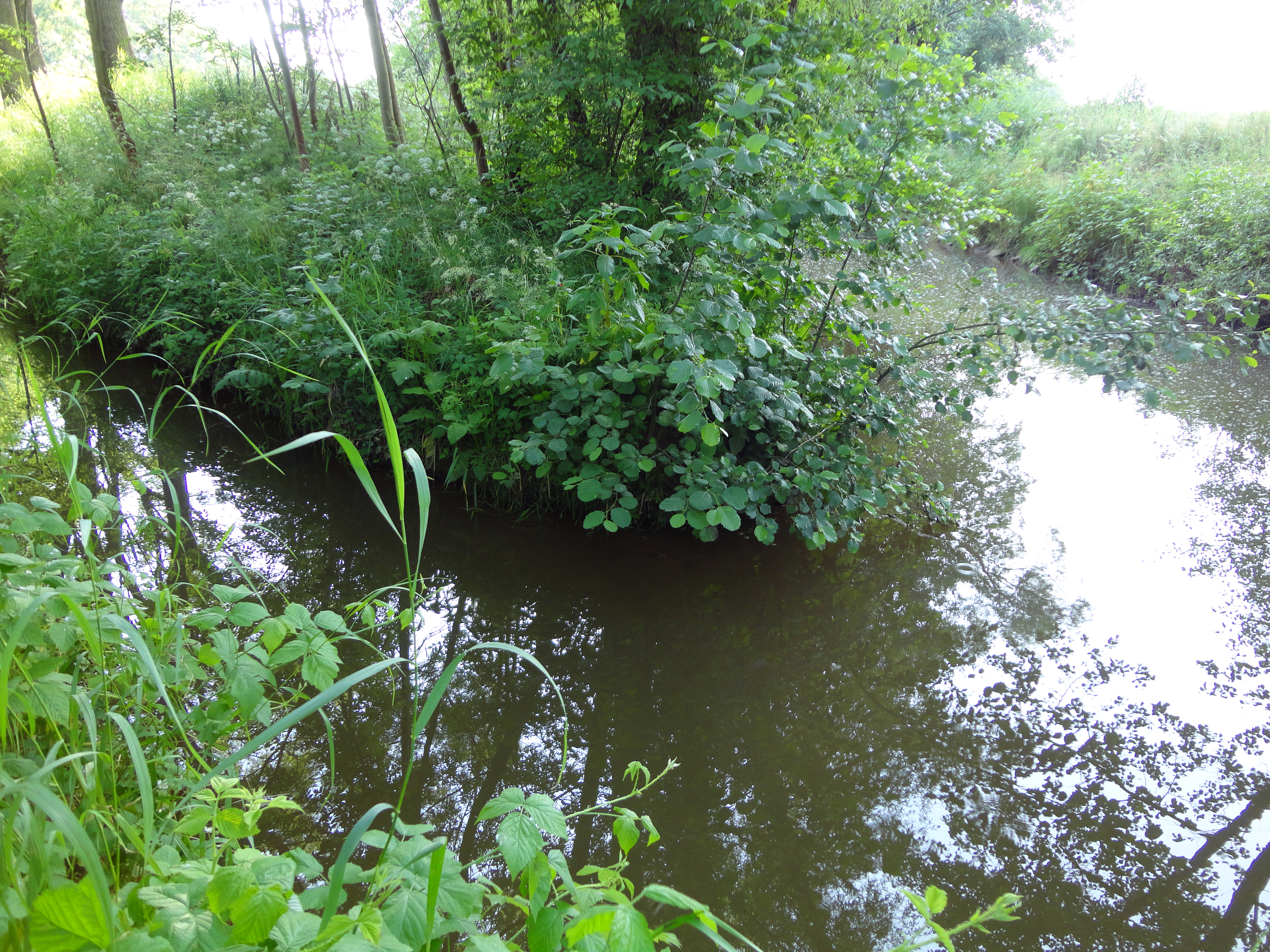
Mündung des Haferbaches (von links) in die Helme unweit der Flarichsmühle

Die Flarichsmühle liegt im oberen Helmetal westlich von Nordhausen. An ihr führen die Bundesstraße 243 und die Kreisstraße 31, früher auch noch die L 2068 und die K 4, direkt vorüber. Sie liegt in der Mitte einer Dorfgruppe - Großwechsungen südlich; Haferungen westlich; Günzerode nordwestlich und Kleinwechsungen östlich um den Standort. Das Karstgewässer Großes Seeloch befindet sich etwa 300 m nördlich. Östlich der Ortslage mündet der Haferbach in die Helme.

## Geschichte
Im Weidatal lassen sich mittelalterliche Mühlen urkundlich bis in das 13. Jahrhundert zurückverfolgen.
Gemäß in Privatbesitz befindlicher urkundlicher Eintragungen lässt sich das Wirken eines Samuel Keil als Schafmeister an der Flarichsmühle auf die Jahre zwischen 1810 und 1840 datieren und ist damit der erste bekannte Eintrag auf die Arbeit der Mühle.
Die Flarichsmühle war Anfang der 1950er Jahre eine Mahl- und Schrotmühle für Bäcker und Bauern. Mit der deutschen Wiedervereinigung wurde eine neue Etappe für diese historische Stätte aufgeschlagen. Es kehrte Vielfalt unter dem Motto: Naturkostladen-Landhandel-Getränkemarkt-Gartenmarkt-Getreidemühle und Tante-Emma-Laden und andere mehr in der Flarichsmühle ein.